# Kraftwerk Straßburg
Das Kraftwerk Straßburg ist ein Laufwasserkraftwerk am Rhein in Frankreich. Es liegt bei Straßburg, der Hauptstadt der Region Elsass. Das Kraftwerk befindet sich nicht direkt am Rhein, sondern an einem 6 Kilometer langen, parallel verlaufenden Kanal (sog. Schlingenlösung). Für die Schifffahrt wurde im Kraftwerkskanal parallel zum Kraftwerk eine Schleuse mit zwei Schleusenkammern erbaut. Das Kraftwerk liegt direkt oberhalb des Hafens von Straßburg. Auf der deutschen Rheinseite liegt auf gleicher Höhe Marlen, ein Ortsteil von Kehl. Die durch den Bau des Kraftwerkskanals entstandene Insel trägt den Namen île du Rohrschollen.
Im Versailler Vertrag erhielt Frankreich 1919 das alleinige Ausbaurecht für den Rhein als Grenzfluss zwischen Deutschland und Frankreich. Das 1970 in Betrieb gegangene Kraftwerk wird von der staatlich dominierten französischen Elektrizitätsgesellschaft Électricité de France betrieben.